# Distretto di Yuhua (Changsha)
Il distretto di Yuhua (雨花区S, Yǔhuā QūP) è un distretto della Cina, situato nella provincia di Hunan e amministrato dalla prefettura di Changsha.